# Campeonato Africano de Naciones de 2016
El Campeonato Africano de Naciones de 2016 (denominado Campeonato Africano de Naciones Orange 2016 por motivos de patrocinio) fue la IV edición de este torneo de selecciones nacionales absolutas pertenecientes a la Confederación Africana de Fútbol (CAF) en el que solo pueden participar jugadores que actúan en la liga local de su respectivo país. Se llevó a cabo del 16 de enero al 7 de febrero de 2016 en Ruanda que fue elegido como sede el 22 de enero de 2011.
La selección de Libia, campeón defensor tras ganar el campeonato en 2014, no pudo defender su título luego que no fuese capaz de superar la fase clasificatoria. Libia resultó eliminada al quedar en el último lugar del grupo único de la zona norte que otorgaba 2 cupos de clasificación, esto significó que su lugar de privilegio quede vacante.
El anfitrión Ruanda, en su segunda aparición en un Campeonato Africano de Naciones, logró avanzar a la segunda fase como primero de su grupo pero quedó eliminado en los cuartos de final al caer derrotado por 2 a 1 ante la República Democrática del Congo. Sin embargo, superó la que fue su primera participación en el año 2011 donde no fue capaz de pasar de la fase de grupos.
República Democrática del Congo se proclamó campeón del torneo al derrotar en la final a la selección de Malí por 3 goles a cero, de esta manera RD Congo consiguió su segundo título del CHAN después del logrado en el Campeonato Africano de Naciones de 2009. Por su parte, Malí alcanzó por primera vez la final del torneo registrando así su mejor participación, hasta el momento, en un Campeonato Africano de Naciones.
Completó el podio la selección de Costa de Marfil que derrotó por 2 a 1 a Guinea en el partido definitorio del tercer lugar. Con la obtención de la medalla de bronce Costa de Marfil superó el rendimiento de sus dos participaciones anteriores (en los años 2009 y 2011) en las que no pudo pasar de la fase de grupos.
El seleccionado congoleño fue recibido por miles de personas al arribar al Aeropuerto Internacional de N'Djili de la ciudad de Kinshasa el 8 de febrero. No obstante, la celebración se vio empañada ya que al arribar al país la delegación se subió a un autobús y fueron desde el aeropuerto directo hasta el hotel a toda velocidad y con custodia que impedía siquiera que las personas pudieran observar de cerca a los campeones ni pudieran ver el trofeo. Otro hecho que empañó las celebraciones fue la reprimenda policial ante determinados grupos de personas, que aprovechaban la efusividad de ganar el título para cantar en contra del presidente Joseph Kabila, en el poder desde 2001. Finalmente el 10 de diciembre se realizó un acto en el Estadio de los Mártires donde estuvieron presentes los jugadores y se presentó el trofeo ante el público. Luego de la presentación en Kinshasa, los leopardos irán también a otras provincias del país para presentar el trofeo ganado en Ruanda.
Como premio por obtener el campeonato, el gobierno congoleño encabezado por el presidente Joseph Kabila recibió al equipo en el Palacio de la Nación y decidió entregarle a cada jugador e integrante del plantel una medalla al mérito deportivo y un automóvil Toyota Land Cruiser Prado.

## Elección del país anfitrión

Fue la primera vez que Ruanda recibió un torneo de mayores de la CAF.

Luego de haber organizado con éxito el Campeonato Africano Sub-17 de 2011 Ruanda mostró su interés por acoger eventos más importantes como el Campeonato Africano de Naciones o la Copa Africana de Naciones e incluso campeonatos mundiales de la FIFA en las categorías sub-17 y sub-20. De acuerdo con el ministro de Deportes de Ruanda en ese entonces, José Habineza, la CAF quedó contenta con la reciente organización del torneo sub-17 que había concluido el 22 de enero de 2011.
La Federación Ruandesa de Fútbol presentó su candidatura para albergar el Campeonato Africano de Naciones de 2016 en la reunión del Comité Ejecutivo de la CAF que se realizó el 29 de enero de 2011 en Lubumbashi previo al partido de la Supercopa de la CAF 2011, después de culminada esta reunión el Comité Ejecutivo de la CAF le otorgó a Ruanda los derechos de organización del Campeonato Africano de Naciones de 2016. De esta manera Ruanda logró por primera vez ser anfitrión de un torneo de selecciones mayores de la CAF. Anteriormente, Ruanda había organizado el Campeonato Juvenil Africano de 2009 y el Campeonato Africano Sub-17 de 2011, donde los locales lograron clasificar por primera vez a un mundial FIFA, la Copa Mundial de Fútbol Sub-17 de 2011.
El torneo contó con el total apoyo del gobierno que fomenta diversos programas de deportes para el país.

## Clasificación
| Clasificado. | Eliminado. |

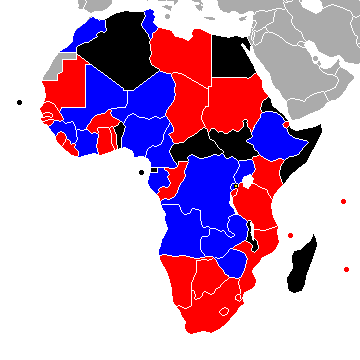
Situación de los países respecto a la clasificación.
Clasificado.
Eliminado.
Descalificado, retirado o no participó.
No pertenece a la CAF.

El proceso clasificatorio para el Campeonato Africano de Naciones de 2016 se inició el 19 de junio de 2015 y culminó el 31 de octubre del mismo año, en el participaron 42 asociaciones nacionales de las 54 que conforman la Confederación Africana de Fútbol. La selección de Argelia estaba previamente descalificada como consecuencia de su retiro del torneo clasificatorio para el CHAN 2014, en tanto, Ruanda no disputó el proceso clasificatorio al estar automáticamente clasificado por ser el país anfitrión de la fase final del torneo, las 10 selecciones restantes no se inscribieron para participar en la competición. El sorteo de la clasificación se realizó el 5 de abril de 2015 en la sede de la CAF en El Cairo, Egipto.
Los equipos participantes en la clasificación fueron divididos en seis zonas de acuerdo a las asociaciones regionales de la CAF a la que pertenecen, la zona norte consistió en un único grupo, la zona oeste B y zona central constó de una sola ronda de eliminación y finalmente la zona oeste A, zona central este y zona sur se jugaron en dos rondas de eliminación. Los 15 cupos en disputa fueron repartidos de la siguiente manera:
- Zona norte (UNAF): 2 cupos
- Zona oeste A (WAFU-UFOA): 2 cupos
- Zona oeste B (WAFU-UFOA): 3 cupos
- Zona central (UNIFFAC): 3 cupos
- Zona centro-este (CECAFA): 2 cupos
- Zona sur (COSAFA): 3 cupos

La selección de la República Centroafricana se retiró de la competición antes del primer partido de la serie que lo enfrentaba contra RD Congo, la Federación Centroafricana de Fútbol tomó esta decisión aduciendo problemas financieros y de seguridad.

## Organización

### Sedes
Para llevar a cabo el torneo se comenzó a construir un nuevo estadio, que pasará a ser el más grande del país, aunque finalmente no llegó a ser construido a tiempo para el campeonato. También se realizaron renovaciones en el actual principal estadio, el Amahoro, que pasó a ser la sede principal del torneo.
En primera instancia iban a ser 5 los estadios en los que se llevaría a cabo el torneo. Pero retrasos en la construcción del nuevo estadio de Gahanga, en las afueras de Kigali, impidieron que estuviera finalizado para el comienzo del campeonato. Finalmente, en una inspección realizada en abril de 2014, fueron aprobados 4 estadios por la CAF.
Los 4 estadios que forman parte de la competencia son habituales en la Primera División de Ruanda.
| Kigali            | Kigali                      | Kigali Butare Gisenyi | Butare            | Gisenyi           |
| Estadio Amahoro   | Estadio Regional Nyamirambo | Kigali Butare Gisenyi | Estadio Huye      | Estadio Umuganda  |
| Capacidad: 30.000 | Capacidad: 22.000           | Kigali Butare Gisenyi | Capacidad: 15.000 | Capacidad: 10.000 |
|                   |                             | Kigali Butare Gisenyi |                   |                   |

### Formato de competición
El torneo se desarrolla dividido en 2 fases.
En la primera fase, las 16 selecciones participantes son divididas en 4 grupos de 4 equipos cada uno. Cada equipo juega una vez contra los otros tres rivales de su grupo con un sistema de todos contra todos. Las selecciones son clasificadas en los grupos según los puntos obtenidos los cuales son otorgados de la siguiente manera:
- 3 puntos por partido ganado.
- 1 punto por partido empatado.
- 0 puntos por partido perdido.

Si dos equipos terminan sus partidos de la fase de grupos empatados en puntos se aplican los siguientes criterios de desempate:
- Mayor número de puntos obtenidos en el partido entre los equipos en cuestión.
- Diferencia de gol en todos los partidos de grupo.
- Mayor número de goles marcados en todos los partidos de grupo.
- Un sorteo dirigido por el Comité Organizador.

Si los equipos empatados al término de los partidos de grupo son más de dos se aplican los siguientes criterios de desempate, en orden de aparición:
- Mayor número de puntos obtenidos en los partidos entre los equipos en cuestión.
- Mayor diferencia de gol en los partidos entre los equipos en cuestión.
- Mayor número de goles marcados en los partidos entre los equipos en cuestión.

Si luego de aplicar los criterios anteriores dos equipos todavía siguen empatados, los tres criterios anteriores se vuelven a aplicar al partido jugado entre los dos equipos en cuestión para determinar sus posiciones finales. Si este procedimiento no conduce a un desempate se aplican los siguientes criterios de desempate:
- Diferencia de gol en todos los partidos de grupo.
- Mayor número de goles marcados en todos los partidos de grupo.
- Un sorteo dirigido por el Comité Organizador.

Al término de la primera fase el primer y segundo lugar de cada grupo clasifican a la segunda fase.
La segunda fase consiste en los cuartos de final, semifinales, partido por el 3.er lugar y final. Todos los partidos de la segunda fase se juegan con un sistema de eliminación directa, si algún partido termina empatado luego de los 90 minutos de tiempo de juego reglamentario se procede a jugar un tiempo extra consistente en dos periodos de 15 minutos cada uno, si la igualdad persiste se define al ganador mediante tiros desde el punto penal. Se presenta una excepción en el partido por el tercer lugar que en caso de empate luego de los 90 minutos de tiempo de juego regular se define al ganador directamente mediante tiros desde el punto penal.
Los emparejamientos de los cuartos de final fueron definidos de la siguiente manera:
- Partido 1: 1.° del grupo A v 2.° del grupo B
- Partido 2: 1.° del grupo B v 2.° del grupo A
- Partido 3: 1.° del grupo C v 2.° del grupo D
- Partido 4: 1.° del grupo D v 2.° del grupo C

Los ganadores de los cuartos de final clasifican a las semifinales, los dos partidos de esta instancia se juegan de la siguiente manera:
- Semifinal 1: Ganador partido 1 v Ganador partido 4
- Semifinal 2: Ganador partido 3 v Ganador partido 2

Los perdedores de las semifinales pasan a disputar el partido por el tercer lugar mientras que los ganadores clasifican a la final, partido en el que se define al campeón del torneo.

### Calendario
En febrero de 2015 la CAF fijó los días de inicio y fin del torneo. El calendario de los partidos fue anunciado el 15 de noviembre de 2015 una vez realizado el sorteo final.
| Fase                        | Fechas                |
| --------------------------- | --------------------- |
| Fase de grupos              | Del 16 al 27 de enero |
| Cuartos de final            | 30 y 31 de enero      |
| Semifinales                 | 3 y 4 de febrero      |
| Partido por el tercer lugar | 7 de febrero          |
| Final                       | 7 de febrero          |

### Árbitros
El 5 de enero de 2016 la CAF entregó una lista de 16 árbitros centrales y 18 árbitros asistentes encargados de dirigir en el torneo, estos 34 árbitros se sometieron a una Prueba de Resistencia Física (PET) que se llevó a cabo el 12 de enero en KIgali. Los árbitros centrales Bernard Camille, Mohamed Said Kordi y Mohamed El Fadil así como los asistentes Mahamadou Yahaya y Dina Bienvenu fueron dados de baja luego de que no pudieron superar la prueba de resistencia física.
Los oficiales separados fueron reemplazados por los centrales Joshua Bondo, Bamlak Tessema Weyesa, Noureddine Al Jaafari y Janny Sikazwe y los asistentes Gilbert Cheruiyot, Arsénio Chadreque Marengula y Mohammed Abdallah Ibrahim.
En total fueron 17 árbitros centrales y 19 árbitros asistentes encargados de dirigir en el Campeonato Africano de Naciones de 2016.

#### Árbitros centrales
| - Mehdi Abid Charef - Joshua Bondo - Juste Ephrem Zio - Thierry Nkurunziza - Denis Dembélé - Ibrahim Nour El Din | - Bamlak Tessema Weyesa - Joseph Lamptey - Davies Omweno - Hamada Nampiandraza - Mahamadou Keita - Noureddine Al Jaafari | - Ali Lemghaifry - Hudu Munyemana - Malang Diedhiou - Daniel Bennett - Janny Sikazwe |

#### Árbitros asistentes
| - Mokrane Gourari - Oamogestse Godisamang - Elvis Noupue Nguegoue - Ahmed Taha Hossam - Berhe Tesfagiorghis O'Michael - Théophile Vinga - Sullaymane Sosseh | - David Laryea - Mamady Tere - Gilbert Cheruiyot - Marwa Range - Arsénio Chadreque Marengula - Nabina Blaise Sebutu | - Theogene Ndagijimana - Serigne Cheikh Toure - Hensley Petrousse - Steven Khumalo - Mohammed Abdallah Ibrahim - Mark Ssonko |

## Selecciones participantes
En cursiva los debutantes del torneo.
| Selecciones participantes | Selecciones participantes | Selecciones participantes | Selecciones participantes |
| ------------------------- | ------------------------- | ------------------------- | ------------------------- |
| Angola                    | Gabón                     | Níger                     | Túnez                     |
| Camerún                   | Guinea                    | Nigeria                   | Uganda                    |
| Costa de Marfil           | Malí                      | RD Congo                  | Zambia                    |
| Etiopía                   | Marruecos                 | Ruanda                    | Zimbabue                  |

### Sorteo
El sorteo se realizó el 15 de noviembre de 2015 en el Serena Hotel de la ciudad de Kigali, capital de Ruanda, a las 18:00 hora local (UTC+2). Inicialmente el sorteo estaba programado para el 18 de noviembre pero la fecha fue adelantada para que se lleve a cabo durante un fin de semana y para que no sea inmediatamente después de los partidos de vuelta de la segunda ronda de clasificación de CAF para la Copa Mundial 2018.
Previo al sorteo los equipos fueron distribuidos en 4 bombos en base al ranking elaborado por la CAF en el que se tomó en cuenta los resultados obtenidos por las 16 selecciones clasificadas en la fase final de las 3 ediciones anteriores del torneo (2009, 2011 y 2014). La fórmula adoptada fue la siguiente: 7 puntos para el campeón, 5 puntos para el subcampeón, 3 puntos para los semifinalistas, 2 puntos para los eliminados en cuartos de final y 1 punto para aquellas selecciones que no pudieron pasar de la fase de grupos. Además se decidió darle mayor importancia a las ediciones más recientes; por lo tanto, los puntos de la edición de 2014 se multiplicaron por un coeficiente de 3, por 2 para los puntos de la edición de 2011 y por 1 para la edición de 2009.
Entre paréntesis figura el puntaje obtenido según el criterio publicado por la CAF.[cita requerida]
| Bombo 1                                           | Bombo 2                                    | Bombo 3                                        | Bombo 4                                               |
| ------------------------------------------------- | ------------------------------------------ | ---------------------------------------------- | ----------------------------------------------------- |
| Ruanda (2) RD Congo (17) Túnez (14) Zimbabue (12) | Angola (10) Nigeria (9) Gabón (8) Malí (8) | Marruecos (6) Uganda (5) Camerún (4) Níger (4) | Costa de Marfil (3) Etiopía (3) Zambia (3) Guinea (0) |

El procedimiento del sorteo fue el siguiente:
- En su condición de organizador, Ruanda fue asignada directamente al grupo A en la posición A1.
- En primer lugar fueron sortearon los tres equipos restantes del bombo 1 que fueron colocados en la primera posición de los grupos B, C y D, en ese estricto orden.
- Luego se sortearon los equipos del bombo 4, siendo la primera bolilla escogida enviada al grupo A, la segunda al B, la tercera al C y, la cuarta y última al D, los 4 equipos fueron colocados en la cuarta posición de su respectivo grupo.
- El mismo procedimiento anterior se aplicó para sortear a los equipos de los bombos 3 y 2, en ese orden.

De esa manera quedaron conformados los 4 grupos del torneo.
La conducción del sorteo estuvo a cargo del secretario general de la CAF Hicham El Amrani, quien contó con la colaboración del capitán de la selección de Ruanda Haruna Niyonzima y de la entrenadora de la selección femenina de Ruanda Marie Grace Umuntu. En la ceremonia estuvieron presentes Julienne Uwacu, Ministra de Deportes y Cultura, el segundo vicepresidente de la CAF Almamy Kabele Camara y el Presidente de Ruanda, Paul Kagame.

## Resultados
- Las horas indicadas en los partidos corresponden al huso horario local de Ruanda: Tiempo de África Central – CAT (UTC+2).

### Primera fase
– Clasificados a la segunda fase.

#### Grupo A
| Selección       | Pts. | PJ | PG | PE | PP | GF | GC | Dif |
| --------------- | ---- | -- | -- | -- | -- | -- | -- | --- |
| Ruanda          | 6    | 3  | 2  | 0  | 1  | 4  | 5  | -1  |
| Costa de Marfil | 6    | 3  | 2  | 0  | 1  | 5  | 2  | 3   |
| Marruecos       | 4    | 3  | 1  | 1  | 1  | 4  | 2  | 2   |
| Gabón           | 1    | 3  | 0  | 1  | 2  | 2  | 6  | -4  |

| 16 de enero de 2016, 15:00 | Ruanda        | 1:0 (1:0) | Costa de Marfil | Estadio Amahoro, Kigali         |                                 |
|                            | Bayisenge 16' | Reporte   |                 | Árbitro(s): Hamada Nampiandraza | Árbitro(s): Hamada Nampiandraza |

| 16 de enero de 2016, 18:00 | Gabón | 0:0     | Marruecos | Estadio Amahoro, Kigali    |                            |
|                            |       | Reporte |           | Árbitro(s): Joseph Lamptey | Árbitro(s): Joseph Lamptey |

| 20 de enero de 2016, 15:00 | Ruanda         | 2:1 (1:0) | Gabón         | Estadio Amahoro, Kigali   |                           |
|                            | Sugira 41' 47' | Reporte   | Boupendza 54' | Árbitro(s): Janny Sikazwe | Árbitro(s): Janny Sikazwe |

| 20 de enero de 2016, 18:00 | Marruecos | 0:1 (0:1) | Costa de Marfil     | Estadio Amahoro, Kigali           |                                   |
|                            |           | Reporte   | Zakri 45'+1' (pen.) | Árbitro(s): Bamlak Tessema Weyesa | Árbitro(s): Bamlak Tessema Weyesa |

| 24 de enero de 2016, 16:00 | Marruecos                                 | 4:1 (4:1) | Ruanda          | Estadio Amahoro, Kigali     |                             |
|                            | Mouaoui 15' 43' · Aziz 23' · Khadrouf 38' | Reporte   | Ngomirakiza 27' | Árbitro(s): Mahamadou Keita | Árbitro(s): Mahamadou Keita |

| 24 de enero de 2016, 16:00 | Costa de Marfil                                 | 4:1 (1:0) | Gabón       | Estadio Huye, Butare       |                            |
|                            | Aka 18' · Guiza 65' · Boua 76' · Blé Treika 83' | Reporte   | Obambou 50' | Árbitro(s): Ali Lemghaifry | Árbitro(s): Ali Lemghaifry |

#### Grupo B
| Selección | Pts. | PJ | PG | PE | PP | GF | GC | Dif |
| --------- | ---- | -- | -- | -- | -- | -- | -- | --- |
| Camerún   | 7    | 3  | 2  | 1  | 0  | 4  | 1  | 3   |
| RD Congo  | 6    | 3  | 2  | 0  | 1  | 8  | 5  | 3   |
| Angola    | 3    | 3  | 1  | 0  | 2  | 4  | 6  | -2  |
| Etiopía   | 1    | 3  | 0  | 1  | 2  | 1  | 5  | -4  |

| 17 de enero de 2016, 15:00 | RD Congo                                  | 3:0 (1:0) | Etiopía | Estadio Huye, Butare        |                             |
|                            | Lusadisu 44' · Luvumbu 46' · Meschack 57' | Reporte   |         | Árbitro(s): Malang Diedhiou | Árbitro(s): Malang Diedhiou |

| 17 de enero de 2016, 18:00 | Angola | 0:1 (0:1) | Camerún    | Estadio Huye, Butare        |                             |
|                            |        | Reporte   | Atouba 23' | Árbitro(s): Mahamadou Keita | Árbitro(s): Mahamadou Keita |

| 21 de enero de 2016, 15:00 | RD Congo                                            | 4:2 (3:0) | Angola                          | Estadio Huye, Butare       |                            |
|                            | Munganga 8' · Meschack 18' · Bolingi 38' · Bope 82' | Reporte   | Gelson 75' · Kimwaki 84' (a.g.) | Árbitro(s): Ali Lemghaifry | Árbitro(s): Ali Lemghaifry |

| 21 de enero de 2016, 18:00 | Camerún | 0:0     | Etiopía | Estadio Huye, Butare      |                           |
|                            |         | Reporte |         | Árbitro(s): Denis Dembélé | Árbitro(s): Denis Dembélé |

| 25 de enero de 2016, 16:00 | Camerún                               | 3:1 (1:0) | RD Congo    | Estadio Huye, Butare            |                                 |
|                            | Atouba 40' · Ngamaleu 51' · Nlend 63' | Reporte   | Mundele 47' | Árbitro(s): Hamada Nampiandraza | Árbitro(s): Hamada Nampiandraza |

| 25 de enero de 2016, 16:00 | Etiopía     | 1:2 (0:0) | Angola        | Estadio Amahoro, Kigali    |                            |
|                            | Tesfaye 74' | Reporte   | Papel 54' 72' | Árbitro(s): Joseph Lamptey | Árbitro(s): Joseph Lamptey |

#### Grupo C
| Selección | Pts. | PJ | PG | PE | PP | GF | GC | Dif |
| --------- | ---- | -- | -- | -- | -- | -- | -- | --- |
| Túnez     | 5    | 3  | 1  | 2  | 0  | 8  | 3  | 5   |
| Guinea    | 5    | 3  | 1  | 2  | 0  | 5  | 4  | 1   |
| Nigeria   | 4    | 3  | 1  | 1  | 1  | 5  | 3  | 2   |
| Níger     | 1    | 3  | 0  | 1  | 2  | 3  | 11 | -8  |

| 18 de enero de 2016, 15:00 | Túnez           | 2:2 (1:1) | Guinea         | Estadio Regional Nyamirambo, Kigali |                            |
|                            | Akaïchi 32' 50' | Reporte   | Camara 39' 82' | Árbitro(s): Daniel Bennett          | Árbitro(s): Daniel Bennett |

| 18 de enero de 2016, 18:00 | Nigeria                              | 4:1 (0:0) | Níger           | Estadio Regional Nyamirambo, Kigali |                                 |
|                            | Okoro 45' · Chikatara 74' 80' 90'+2' | Reporte   | Z. Adebayor 79' | Árbitro(s): Ibrahim Nour El Din     | Árbitro(s): Ibrahim Nour El Din |

| 22 de enero de 2016, 15:00 | Túnez       | 1:1 (0:0) | Nigeria       | Estadio Regional Nyamirambo, Kigali |                          |
|                            | Akaïchi 69' | Reporte   | Chikatara 52' | Árbitro(s): Joshua Bondo            | Árbitro(s): Joshua Bondo |

| 22 de enero de 2016, 18:00 | Níger                         | 2.2 (1:1) | Guinea                         | Estadio Regional Nyamirambo, Kigali |                                |
|                            | M. Moussa 37' · A. Moussa 49' | Reporte   | A. Sylla 38' · K. Bangoura 78' | Árbitro(s): Thierry Nkurunziza      | Árbitro(s): Thierry Nkurunziza |

| 26 de enero de 2016, 16:00 | Níger | 0:5 (0:2) | Túnez                                                     | Estadio Regional Nyamirambo, Kigali |                                   |
|                            |       | Reporte   | Bguir 5' 39' · Akaïchi 78' · Ben Amor 80' · Essifi 90'+1' | Árbitro(s): Bamlak Tessema Weyesa   | Árbitro(s): Bamlak Tessema Weyesa |

| 26 de enero de 2016, 16:00 | Guinea      | 1:0 (1:0) | Nigeria | Estadio Umuganda, Gisenyi         |                                   |
|                            | Sankhon 45' | Reporte   |         | Árbitro(s): Noureddine Al Jaafari | Árbitro(s): Noureddine Al Jaafari |

#### Grupo D
| Selección | Pts. | PJ | PG | PE | PP | GF | GC | Dif |
| --------- | ---- | -- | -- | -- | -- | -- | -- | --- |
| Zambia    | 7    | 3  | 2  | 1  | 0  | 2  | 0  | 2   |
| Malí      | 5    | 3  | 1  | 2  | 0  | 3  | 2  | 1   |
| Uganda    | 2    | 3  | 0  | 2  | 1  | 3  | 4  | -1  |
| Zimbabue  | 1    | 3  | 0  | 1  | 2  | 1  | 3  | -2  |

| 19 de enero de 2016, 15:00 | Zimbabue | 0:1 (0:0) | Zambia     | Estadio Umuganda, Gisenyi  |                            |
|                            |          | Reporte   | Chansa 57' | Árbitro(s): Hudu Munyemana | Árbitro(s): Hudu Munyemana |

| 19 de enero de 2016, 18:00 | Malí                     | 2:2 (1:2) | Uganda                           | Estadio Umuganda, Gisenyi     |                               |
|                            | Koita 23' · Sinayoko 60' | Reporte   | Ssekisambu 11' · Miya 40' (pen.) | Árbitro(s): Mehdi Abid Charef | Árbitro(s): Mehdi Abid Charef |

| 23 de enero de 2016, 15:00 | Zimbabue | 0:1 (0:0) | Malí        | Estadio Umuganda, Gisenyi |                           |
|                            |          | Reporte   | Sissoko 82' | Árbitro(s): Davies Omweno | Árbitro(s): Davies Omweno |

| 23 de enero de 2016, 18:00 | Uganda | 0:1 (0:1) | Zambia      | Estadio Umuganda, Gisenyi    |                              |
|                            |        | Reporte   | Katongo 41' | Árbitro(s): Juste Ephrem Zio | Árbitro(s): Juste Ephrem Zio |

| 27 de enero de 2016, 16:00 | Uganda           | 1:1 (0:0) | Zimbabue    | Estadio Umuganda, Gisenyi   |                             |
|                            | Serunkuma 90'+3' | Reporte   | Manondo 49' | Árbitro(s): Malang Diedhiou | Árbitro(s): Malang Diedhiou |

| 27 de enero de 2016, 16:00 | Zambia | 0:0     | Malí | Estadio Regional Nyamirambo, Kigali |                                 |
|                            |        | Reporte |      | Árbitro(s): Ibrahim Nour El Din     | Árbitro(s): Ibrahim Nour El Din |

### Segunda fase
|  | Cuartos de final       | Cuartos de final |                 |                      | Semifinales | Semifinales |        |              | Final           | Final |  |
|  |                        |                  |                 |                      |             |             |        |              |                 |       |  |
|  |                        |                  |                 |                      |             |             |        |              |                 |       |  |
|  | Ruanda                 | 1                |                 |                      |             |             |        |              |                 |       |  |
|  | Ruanda                 | 1                |                 |                      |             |             |        |              |                 |       |  |
|  | RD Congo (t.s.)        | 2                |                 |                      |             |             |        |              |                 |       |  |
|  | RD Congo (t.s.)        | 2                |                 | RD Congo (t.s.) (p.) | 1 (5)       |             |        |              |                 |       |  |
|  |                        |                  |                 | RD Congo (t.s.) (p.) | 1 (5)       |             |        |              |                 |       |  |
|  |                        |                  | Guinea          | 1 (4)                |             |             |        |              |                 |       |  |
|  | Zambia                 | 0 (4)            | Guinea          | 1 (4)                |             |             |        |              |                 |       |  |
|  | Zambia                 | 0 (4)            |                 |                      |             |             |        |              |                 |       |  |
|  | Guinea (t.s.) (p.)     | 0 (5)            |                 |                      |             |             |        |              |                 |       |  |
|  | Guinea (t.s.) (p.)     | 0 (5)            |                 |                      |             |             |        | RD Congo     | 3               |       |  |
|  |                        |                  |                 |                      |             |             |        | RD Congo     | 3               |       |  |
|  |                        |                  | Malí            | 0                    |             |             |        |              |                 |       |  |
|  | Túnez                  | 1                | Malí            | 0                    |             |             |        |              |                 |       |  |
|  | Túnez                  | 1                |                 |                      |             |             |        |              |                 |       |  |
|  | Malí                   | 2                |                 |                      |             |             |        |              |                 |       |  |
|  | Malí                   | 2                |                 | Malí                 | 1           |             |        | Tercer lugar | Tercer lugar    |       |  |
|  |                        |                  |                 | Malí                 | 1           |             |        | Tercer lugar | Tercer lugar    |       |  |
|  |                        |                  | Costa de Marfil | 0                    |             |             |        |              |                 |       |  |
|  | Camerún                | 0                | Costa de Marfil | 0                    |             |             | Guinea | 1            |                 |       |  |
|  | Camerún                | 0                |                 |                      |             |             | Guinea | 1            |                 |       |  |
|  | Costa de Marfil (t.s.) | 3                |                 |                      |             |             |        |              | Costa de Marfil | 2     |  |
|  | Costa de Marfil (t.s.) | 3                |                 |                      |             |             |        |              | Costa de Marfil | 2     |  |
|  |                        |                  |                 |                      |             |             |        |              |                 |       |  |

#### Cuartos de final
| 30 de enero de 2016, 15:00 | Ruanda     | 1:2 (1:1, 0:1) (t. s.)(0:1 t. s.) | RD Congo                    | Estadio Amahoro, Kigali    |                            |
|                            | Sugira 57' | Reporte                           | Gikanji 11' · Bompunga 113' | Árbitro(s): Daniel Bennett | Árbitro(s): Daniel Bennett |

| 30 de enero de 2016, 18:00 | Camerún | 0:3 (0:0, 0:0) (t. s.)(0:3 t. s.) | Costa de Marfil                    | Estadio Huye, Butare     |                          |
|                            |         | Reporte                           | Boua 95' · Djobo 103' · Serge 113' | Árbitro(s): Joshua Bondo | Árbitro(s): Joshua Bondo |

| 31 de enero de 2016, 15:00 | Túnez          | 1:2 (1:0) | Malí                          | Estadio Regional Nyamirambo, Kigali |                                 |
|                            | Ali Moncer 14' | Reporte   | Dieng 70' (pen.) · Diarra 79' | Árbitro(s): Hamada Nampiandraza     | Árbitro(s): Hamada Nampiandraza |

| 31 de enero de 2016, 18:00 | Zambia                                                            | 0:0 (t. s.)(4:5 p.)        | Guinea                                                                | Estadio Umuganda, Gisenyi         |                                   |
|                            |                                                                   | Reporte                    |                                                                       | Árbitro(s): Bamlak Tessema Weyesa | Árbitro(s): Bamlak Tessema Weyesa |
|                            |                                                                   | Tiros desde el punto penal |                                                                       |                                   |                                   |
|                            | Katongo · Mfune · Sautu · Kabamba · C. Chama · A. Chama · Musekwa |                            | I. S. Bangoura · Sankhon · Thiam · Youla · A. Camara · Soumah · Keita |                                   |                                   |

#### Semifinales
| 3 de febrero de 2016, 16:00 | RD Congo                                                           | 1:1 (0:0, 0:0) (t. s.)(1:1 t. s.)(5:4 p.) | Guinea                                                                          | Estadio Amahoro, Kigali   |                           |
|                             | Bolingi 102'                                                       | Reporte                                   | Sankhon 120'+1'                                                                 | Árbitro(s): Davies Omweno | Árbitro(s): Davies Omweno |
|                             |                                                                    | Tiros desde el punto penal                |                                                                                 |                           |                           |
|                             | Kimwaki · Tulenge · Mika · Bolingi · Lomalisa · Gikanji · Meschack |                                           | I. S. Bangoura · Sankhon · Leo Camara · Thiam · K. Bangoura · D. Camara · Youla |                           |                           |

| 4 de febrero de 2016, 16:00 | Malí         | 1:0 (0:0) | Costa de Marfil | Estadio Regional Nyamirambo, Kigali |                                 |
|                             | Bissouma 89' | Reporte   |                 | Árbitro(s): Ibrahim Nour El Din     | Árbitro(s): Ibrahim Nour El Din |

#### Tercer puesto
| 7 de febrero de 2016, 15:00 | Guinea       | 1:2 (0:2) | Costa de Marfil              | Estadio Amahoro, Kigali    |                            |
|                             | A. Sylla 86' | Reporte   | Youla 33' (a.g.) · Badié 35' | Árbitro(s): Hudu Munyemana | Árbitro(s): Hudu Munyemana |

#### Final
| 7 de febrero de 2016, 18:30 | RD Congo                       | 3:0 (1:0) | Malí | Estadio Amahoro, Kigali    |                            |
|                             | Meschack 29' 61' · Bolingi 72' | Reporte   |      | Árbitro(s): Daniel Bennett | Árbitro(s): Daniel Bennett |

| RD Congo                                               |
| Campeón República Democrática del Congo Segundo título |

## Estadísticas
| Jugador          | Selección | Goles | PJ |
| Chisom Chikatara | Nigeria   | 4     | 3  |
| Ahmed Akaïchi    | Túnez     | 4     | 4  |
| Elia Meschack    | RD Congo  | 4     | 6  |
| ---------------- | --------- | ----- | -- |
| Ernest Sugira    | Ruanda    | 3     | 3  |
| Jonathan Bolingi | RD Congo  | 3     | 5  |

| Lista completa | Lista completa  | Lista completa | Lista completa | Lista completa |
| --- | --------------- | -------------- | -------------- | -------------- |
| \| Jugador \| Selección \| \| PJ \| \| ------------------------ \| --------------- \| - \| -- \| \| Ary Papel \| Angola \| 2 \| 2 \| \| Abdelghani Mouaoui \| Marruecos \| 2 \| 2 \| \| Yazid Atouba \| Camerún \| 2 \| 4 \| \| Saad Bguir \| Túnez \| 2 \| 4 \| \| Alsény Camara Agogo \| Guinea \| 2 \| 4 \| \| Koffi Davy Boua \| Costa de Marfil \| 2 \| 6 \| \| Aboubacar Sylla \| Guinea \| 2 \| 6 \| \| Ibrahima Sory Sankhon \| Guinea \| 2 \| 6 \| \| Mohamed Aziz \| Marruecos \| 1 \| 1 \| \| Jean-Marc Makusu Mundele \| RD Congo \| 1 \| 1 \| \| Hegman Ngomirakiza \| Ruanda \| 1 \| 1 \| \| Gelson \| Angola \| 1 \| 2 \| \| William Manondo \| Zimbabue \| 1 \| 2 \| \| Mossi Moussa Issa \| Níger \| 1 \| 2 \| \| Adamou Moussa Issa \| Níger \| 1 \| 2 \| \| Farouk Miya \| Uganda \| 1 \| 2 \| \| Geoffrey Serunkuma \| Uganda \| 1 \| 2 \| \| Erisa Ssekisambu \| Uganda \| 1 \| 2 \| \| Zakari Adebayor \| Níger \| 1 \| 3 \| \| Gbagnon Anicet Badié \| Costa de Marfil \| 1 \| 3 \| \| Emery Bayisenge \| Ruanda \| 1 \| 3 \| \| Aaron Salem Boupendza \| Gabón \| 1 \| 3 \| \| Isaac Chansa \| Zambia \| 1 \| 3 \| \| Hichem Essifi \| Túnez \| 1 \| 3 \| \| Abdeladim Khadrouf \| Marruecos \| 1 \| 3 \| \| Guy Lusadisu \| RD Congo \| 1 \| 3 \| \| Franck Perrin Obambou \| Gabón \| 1 \| 3 \| \| Osas Okoro \| Nigeria \| 1 \| 3 \| \| Seyoum Tesfaye \| Etiopía \| 1 \| 3 \| \| Mohamed Ali Monser \| Túnez \| 1 \| 4 \| \| Mohamed Ben Amor \| Túnez \| 1 \| 4 \| \| Padou Bompunga \| RD Congo \| 1 \| 4 \| \| Yves Bissouma \| Malí \| 1 \| 4 \| \| Christopher Katongo \| Zambia \| 1 \| 4 \| \| Héritier Luvumbu \| RD Congo \| 1 \| 4 \| \| Moumi Ngamaleu \| Camerún \| 1 \| 4 \| \| Samuel Nlend \| Camerún \| 1 \| 4 \| \| Hermann Djobo Atcho \| Costa de Marfil \| 1 \| 5 \| \| Aboubacar Kilé Bangoura \| Guinea \| 1 \| 5 \| \| Abdoulaye Diarra \| Malí \| 1 \| 5 \| \| Aliou Dieng \| Malí \| 1 \| 5 \| \| Doxa Gikanji \| RD Congo \| 1 \| 5 \| \| Nelson Munganga \| RD Congo \| 1 \| 5 \| \| Yao Serge N'Guessan \| Costa de Marfil \| 1 \| 5 \| \| Nilmar Treika Blé \| Costa de Marfil \| 1 \| 5 \| \| Hamidou Sinayoko \| Malí \| 1 \| 5 \| \| Yannick Zakri \| Costa de Marfil \| 1 \| 5 \| \| Baudelaire Aka Essis \| Costa de Marfil \| 1 \| 6 \| \| Merveille Bope \| RD Congo \| 1 \| 6 \| \| Frank Guiza \| Costa de Marfil \| 1 \| 6 \| \| Sekou Koita \| Malí \| 1 \| 6 \| \| Moussa Sissoko \| Malí \| 1 \| 6 \| |                 |                |                |                |
| Jugador | Selección       | Goles          | PJ             |                |
| Ary Papel | Angola          | 2              | 2              |                |
| Abdelghani Mouaoui | Marruecos       | 2              | 2              |                |
| Yazid Atouba | Camerún         | 2              | 4              |                |
| Saad Bguir | Túnez           | 2              | 4              |                |
| Alsény Camara Agogo | Guinea          | 2              | 4              |                |
| Koffi Davy Boua | Costa de Marfil | 2              | 6              |                |
| Aboubacar Sylla | Guinea          | 2              | 6              |                |
| Ibrahima Sory Sankhon | Guinea          | 2              | 6              |                |
| Mohamed Aziz | Marruecos       | 1              | 1              |                |
| Jean-Marc Makusu Mundele | RD Congo        | 1              | 1              |                |
| Hegman Ngomirakiza | Ruanda          | 1              | 1              |                |
| Gelson | Angola          | 1              | 2              |                |
| William Manondo | Zimbabue        | 1              | 2              |                |
| Mossi Moussa Issa | Níger           | 1              | 2              |                |
| Adamou Moussa Issa | Níger           | 1              | 2              |                |
| Farouk Miya | Uganda          | 1              | 2              |                |
| Geoffrey Serunkuma | Uganda          | 1              | 2              |                |
| Erisa Ssekisambu | Uganda          | 1              | 2              |                |
| Zakari Adebayor | Níger           | 1              | 3              |                |
| Gbagnon Anicet Badié | Costa de Marfil | 1              | 3              |                |
| Emery Bayisenge | Ruanda          | 1              | 3              |                |
| Aaron Salem Boupendza | Gabón           | 1              | 3              |                |
| Isaac Chansa | Zambia          | 1              | 3              |                |
| Hichem Essifi | Túnez           | 1              | 3              |                |
| Abdeladim Khadrouf | Marruecos       | 1              | 3              |                |
| Guy Lusadisu | RD Congo        | 1              | 3              |                |
| Franck Perrin Obambou | Gabón           | 1              | 3              |                |
| Osas Okoro | Nigeria         | 1              | 3              |                |
| Seyoum Tesfaye | Etiopía         | 1              | 3              |                |
| Mohamed Ali Monser | Túnez           | 1              | 4              |                |
| Mohamed Ben Amor | Túnez           | 1              | 4              |                |
| Padou Bompunga | RD Congo        | 1              | 4              |                |
| Yves Bissouma | Malí            | 1              | 4              |                |
| Christopher Katongo | Zambia          | 1              | 4              |                |
| Héritier Luvumbu | RD Congo        | 1              | 4              |                |
| Moumi Ngamaleu | Camerún         | 1              | 4              |                |
| Samuel Nlend | Camerún         | 1              | 4              |                |
| Hermann Djobo Atcho | Costa de Marfil | 1              | 5              |                |
| Aboubacar Kilé Bangoura | Guinea          | 1              | 5              |                |
| Abdoulaye Diarra | Malí            | 1              | 5              |                |
| Aliou Dieng | Malí            | 1              | 5              |                |
| Doxa Gikanji | RD Congo        | 1              | 5              |                |
| Nelson Munganga | RD Congo        | 1              | 5              |                |
| Yao Serge N'Guessan | Costa de Marfil | 1              | 5              |                |
| Nilmar Treika Blé | Costa de Marfil | 1              | 5              |                |
| Hamidou Sinayoko | Malí            | 1              | 5              |                |
| Yannick Zakri | Costa de Marfil | 1              | 5              |                |
| Baudelaire Aka Essis | Costa de Marfil | 1              | 6              |                |
| Merveille Bope | RD Congo        | 1              | 6              |                |
| Frank Guiza | Costa de Marfil | 1              | 6              |                |
| Sekou Koita | Malí            | 1              | 6              |                |
| Moussa Sissoko | Malí            | 1              | 6              |                |

| Jugador                  | Selección       | Goles | PJ |
| ------------------------ | --------------- | ----- | -- |
| Ary Papel                | Angola          | 2     | 2  |
| Abdelghani Mouaoui       | Marruecos       | 2     | 2  |
| Yazid Atouba             | Camerún         | 2     | 4  |
| Saad Bguir               | Túnez           | 2     | 4  |
| Alsény Camara Agogo      | Guinea          | 2     | 4  |
| Koffi Davy Boua          | Costa de Marfil | 2     | 6  |
| Aboubacar Sylla          | Guinea          | 2     | 6  |
| Ibrahima Sory Sankhon    | Guinea          | 2     | 6  |
| Mohamed Aziz             | Marruecos       | 1     | 1  |
| Jean-Marc Makusu Mundele | RD Congo        | 1     | 1  |
| Hegman Ngomirakiza       | Ruanda          | 1     | 1  |
| Gelson                   | Angola          | 1     | 2  |
| William Manondo          | Zimbabue        | 1     | 2  |
| Mossi Moussa Issa        | Níger           | 1     | 2  |
| Adamou Moussa Issa       | Níger           | 1     | 2  |
| Farouk Miya              | Uganda          | 1     | 2  |
| Geoffrey Serunkuma       | Uganda          | 1     | 2  |
| Erisa Ssekisambu         | Uganda          | 1     | 2  |
| Zakari Adebayor          | Níger           | 1     | 3  |
| Gbagnon Anicet Badié     | Costa de Marfil | 1     | 3  |
| Emery Bayisenge          | Ruanda          | 1     | 3  |
| Aaron Salem Boupendza    | Gabón           | 1     | 3  |
| Isaac Chansa             | Zambia          | 1     | 3  |
| Hichem Essifi            | Túnez           | 1     | 3  |
| Abdeladim Khadrouf       | Marruecos       | 1     | 3  |
| Guy Lusadisu             | RD Congo        | 1     | 3  |
| Franck Perrin Obambou    | Gabón           | 1     | 3  |
| Osas Okoro               | Nigeria         | 1     | 3  |
| Seyoum Tesfaye           | Etiopía         | 1     | 3  |
| Mohamed Ali Monser       | Túnez           | 1     | 4  |
| Mohamed Ben Amor         | Túnez           | 1     | 4  |
| Padou Bompunga           | RD Congo        | 1     | 4  |
| Yves Bissouma            | Malí            | 1     | 4  |
| Christopher Katongo      | Zambia          | 1     | 4  |
| Héritier Luvumbu         | RD Congo        | 1     | 4  |
| Moumi Ngamaleu           | Camerún         | 1     | 4  |
| Samuel Nlend             | Camerún         | 1     | 4  |
| Hermann Djobo Atcho      | Costa de Marfil | 1     | 5  |
| Aboubacar Kilé Bangoura  | Guinea          | 1     | 5  |
| Abdoulaye Diarra         | Malí            | 1     | 5  |
| Aliou Dieng              | Malí            | 1     | 5  |
| Doxa Gikanji             | RD Congo        | 1     | 5  |
| Nelson Munganga          | RD Congo        | 1     | 5  |
| Yao Serge N'Guessan      | Costa de Marfil | 1     | 5  |
| Nilmar Treika Blé        | Costa de Marfil | 1     | 5  |
| Hamidou Sinayoko         | Malí            | 1     | 5  |
| Yannick Zakri            | Costa de Marfil | 1     | 5  |
| Baudelaire Aka Essis     | Costa de Marfil | 1     | 6  |
| Merveille Bope           | RD Congo        | 1     | 6  |
| Frank Guiza              | Costa de Marfil | 1     | 6  |
| Sekou Koita              | Malí            | 1     | 6  |
| Moussa Sissoko           | Malí            | 1     | 6  |

| Jugador       | Selección | Rival                 | Anotado · Autogol | PJ |
| ------------- | --------- | --------------------- | ----------------- | -- |
| Mohamed Youla | Guinea    | (vs. Costa de Marfil) | 1                 | 5  |
| Joël Kimwaki  | RD Congo  | (vs. Angola)          | 1                 | 5  |

| Jugador             | Selección       | Asistencias | PJ |
| Osas Okoro          | Nigeria         | 3           | 3  |
| Serge Yao N´Guessan | Costa de Marfil | 3           | 5  |
| Lassana Samaké      | Malí            | 3           | 6  |
| ------------------- | --------------- | ----------- | -- |
| Clatous Chama       | Zambia          | 2           | 4  |
| Héritier Luvumbu    | RD Congo        | 2           | 4  |
| Ali Maaloul         | Túnez           | 2           | 4  |
| Jonathan Bolingi    | RD Congo        | 2           | 5  |
| Joyce Lomalisa      | RD Congo        | 2           | 5  |
| Yannick Zakri       | Costa de Marfil | 2           | 5  |
| Elia Meschack       | RD Congo        | 2           | 6  |

| Lista completa | Lista completa  | Lista completa | Lista completa | Lista completa |
| --- | --------------- | -------------- | -------------- | -------------- |
| \| Jugador \| Selección \| \| PJ \| \| ----------------------- \| --------------- \| - \| -- \| \| Ibrahim Moussa Paraiso \| Níger \| 1 \| 1 \| \| Michel Rusheshangoga \| Ruanda \| 1 \| 1 \| \| Babatunde Adeniji \| Nigeria \| 1 \| 2 \| \| Abdessalam Benjelloun \| Marruecos \| 1 \| 2 \| \| Gelson \| Angola \| 1 \| 2 \| \| Ahmed Khalil \| Túnez \| 1 \| 2 \| \| Mingo Bille \| Angola \| 1 \| 2 \| \| Faruku Miya \| Uganda \| 1 \| 2 \| \| Abdelghani Mouaoui \| Marruecos \| 1 \| 2 \| \| Aboubacar Mouctar Sylla \| Guinea \| 1 \| 2 \| \| Abdelkader Oueslati \| Túnez \| 1 \| 2 \| \| Abderrahim Achchakir \| Marruecos \| 1 \| 3 \| \| Zakari Adebayor \| Níger \| 1 \| 3 \| \| Prince Aggreh \| Nigeria \| 1 \| 3 \| \| Behailu Assefa \| Etiopía \| 1 \| 3 \| \| Timothy Awany \| Uganda \| 1 \| 3 \| \| Abdessamad El Mobaraky \| Marruecos \| 1 \| 3 \| \| Hichem Essifi \| Túnez \| 1 \| 3 \| \| Jean-Claude Iranzi \| Ruanda \| 1 \| 3 \| \| Guy Lusadisu \| RD Congo \| 1 \| 3 \| \| Mario Mandrault \| Gabón \| 1 \| 3 \| \| Anthony Mfede Junior \| Camerún \| 1 \| 3 \| \| Knox Ness-Younga \| Gabón \| 1 \| 3 \| \| Joseph Ngwem \| Camerún \| 1 \| 3 \| \| Youssouf Oumarou \| Níger \| 1 \| 3 \| \| Yano \| Angola \| 1 \| 3 \| \| Jacques Tuyisenge \| Ruanda \| 1 \| 3 \| \| Ahmed Akaïchi \| Túnez \| 1 \| 4 \| \| Alsény Bangoura \| Guinea \| 1 \| 4 \| \| Junior Baometu \| RD Congo \| 1 \| 4 \| \| Mohamed Ben Amor \| Túnez \| 1 \| 4 \| \| Saad Bguir \| Túnez \| 1 \| 4 \| \| Boniface Haba \| Guinea \| 1 \| 4 \| \| Hamza Mathlouthi \| Túnez \| 1 \| 4 \| \| Moumi Ngamaleu \| Camerún \| 1 \| 4 \| \| Yannick Bangala \| RD Congo \| 1 \| 5 \| \| Marc Goua Mahan \| Costa de Marfil \| 1 \| 5 \| \| Jean Mousté \| Guinea \| 1 \| 5 \| \| Hamidou Sinayoko \| Malí \| 1 \| 5 \| \| Ricky Tulenge \| RD Congo \| 1 \| 5 \| \| Baudelaire Aka Essis \| Costa de Marfil \| 1 \| 6 \| \| Merveille Bope \| RD Congo \| 1 \| 6 \| \| Daouda Camara \| Guinea \| 1 \| 6 \| \| Mamadou Coulibaly \| Malí \| 1 \| 6 \| \| Frank Guiza \| Costa de Marfil \| 1 \| 6 \| \| Aboubacar Sylla \| Guinea \| 1 \| 6 \| |                 |                |                |                |
| Jugador | Selección       | Asistencias    | PJ             |                |
| Ibrahim Moussa Paraiso | Níger           | 1              | 1              |                |
| Michel Rusheshangoga | Ruanda          | 1              | 1              |                |
| Babatunde Adeniji | Nigeria         | 1              | 2              |                |
| Abdessalam Benjelloun | Marruecos       | 1              | 2              |                |
| Gelson | Angola          | 1              | 2              |                |
| Ahmed Khalil | Túnez           | 1              | 2              |                |
| Mingo Bille | Angola          | 1              | 2              |                |
| Faruku Miya | Uganda          | 1              | 2              |                |
| Abdelghani Mouaoui | Marruecos       | 1              | 2              |                |
| Aboubacar Mouctar Sylla | Guinea          | 1              | 2              |                |
| Abdelkader Oueslati | Túnez           | 1              | 2              |                |
| Abderrahim Achchakir | Marruecos       | 1              | 3              |                |
| Zakari Adebayor | Níger           | 1              | 3              |                |
| Prince Aggreh | Nigeria         | 1              | 3              |                |
| Behailu Assefa | Etiopía         | 1              | 3              |                |
| Timothy Awany | Uganda          | 1              | 3              |                |
| Abdessamad El Mobaraky | Marruecos       | 1              | 3              |                |
| Hichem Essifi | Túnez           | 1              | 3              |                |
| Jean-Claude Iranzi | Ruanda          | 1              | 3              |                |
| Guy Lusadisu | RD Congo        | 1              | 3              |                |
| Mario Mandrault | Gabón           | 1              | 3              |                |
| Anthony Mfede Junior | Camerún         | 1              | 3              |                |
| Knox Ness-Younga | Gabón           | 1              | 3              |                |
| Joseph Ngwem | Camerún         | 1              | 3              |                |
| Youssouf Oumarou | Níger           | 1              | 3              |                |
| Yano | Angola          | 1              | 3              |                |
| Jacques Tuyisenge | Ruanda          | 1              | 3              |                |
| Ahmed Akaïchi | Túnez           | 1              | 4              |                |
| Alsény Bangoura | Guinea          | 1              | 4              |                |
| Junior Baometu | RD Congo        | 1              | 4              |                |
| Mohamed Ben Amor | Túnez           | 1              | 4              |                |
| Saad Bguir | Túnez           | 1              | 4              |                |
| Boniface Haba | Guinea          | 1              | 4              |                |
| Hamza Mathlouthi | Túnez           | 1              | 4              |                |
| Moumi Ngamaleu | Camerún         | 1              | 4              |                |
| Yannick Bangala | RD Congo        | 1              | 5              |                |
| Marc Goua Mahan | Costa de Marfil | 1              | 5              |                |
| Jean Mousté | Guinea          | 1              | 5              |                |
| Hamidou Sinayoko | Malí            | 1              | 5              |                |
| Ricky Tulenge | RD Congo        | 1              | 5              |                |
| Baudelaire Aka Essis | Costa de Marfil | 1              | 6              |                |
| Merveille Bope | RD Congo        | 1              | 6              |                |
| Daouda Camara | Guinea          | 1              | 6              |                |
| Mamadou Coulibaly | Malí            | 1              | 6              |                |
| Frank Guiza | Costa de Marfil | 1              | 6              |                |
| Aboubacar Sylla | Guinea          | 1              | 6              |                |

| Jugador                 | Selección       | Asistencias | PJ |
| ----------------------- | --------------- | ----------- | -- |
| Ibrahim Moussa Paraiso  | Níger           | 1           | 1  |
| Michel Rusheshangoga    | Ruanda          | 1           | 1  |
| Babatunde Adeniji       | Nigeria         | 1           | 2  |
| Abdessalam Benjelloun   | Marruecos       | 1           | 2  |
| Gelson                  | Angola          | 1           | 2  |
| Ahmed Khalil            | Túnez           | 1           | 2  |
| Mingo Bille             | Angola          | 1           | 2  |
| Faruku Miya             | Uganda          | 1           | 2  |
| Abdelghani Mouaoui      | Marruecos       | 1           | 2  |
| Aboubacar Mouctar Sylla | Guinea          | 1           | 2  |
| Abdelkader Oueslati     | Túnez           | 1           | 2  |
| Abderrahim Achchakir    | Marruecos       | 1           | 3  |
| Zakari Adebayor         | Níger           | 1           | 3  |
| Prince Aggreh           | Nigeria         | 1           | 3  |
| Behailu Assefa          | Etiopía         | 1           | 3  |
| Timothy Awany           | Uganda          | 1           | 3  |
| Abdessamad El Mobaraky  | Marruecos       | 1           | 3  |
| Hichem Essifi           | Túnez           | 1           | 3  |
| Jean-Claude Iranzi      | Ruanda          | 1           | 3  |
| Guy Lusadisu            | RD Congo        | 1           | 3  |
| Mario Mandrault         | Gabón           | 1           | 3  |
| Anthony Mfede Junior    | Camerún         | 1           | 3  |
| Knox Ness-Younga        | Gabón           | 1           | 3  |
| Joseph Ngwem            | Camerún         | 1           | 3  |
| Youssouf Oumarou        | Níger           | 1           | 3  |
| Yano                    | Angola          | 1           | 3  |
| Jacques Tuyisenge       | Ruanda          | 1           | 3  |
| Ahmed Akaïchi           | Túnez           | 1           | 4  |
| Alsény Bangoura         | Guinea          | 1           | 4  |
| Junior Baometu          | RD Congo        | 1           | 4  |
| Mohamed Ben Amor        | Túnez           | 1           | 4  |
| Saad Bguir              | Túnez           | 1           | 4  |
| Boniface Haba           | Guinea          | 1           | 4  |
| Hamza Mathlouthi        | Túnez           | 1           | 4  |
| Moumi Ngamaleu          | Camerún         | 1           | 4  |
| Yannick Bangala         | RD Congo        | 1           | 5  |
| Marc Goua Mahan         | Costa de Marfil | 1           | 5  |
| Jean Mousté             | Guinea          | 1           | 5  |
| Hamidou Sinayoko        | Malí            | 1           | 5  |
| Ricky Tulenge           | RD Congo        | 1           | 5  |
| Baudelaire Aka Essis    | Costa de Marfil | 1           | 6  |
| Merveille Bope          | RD Congo        | 1           | 6  |
| Daouda Camara           | Guinea          | 1           | 6  |
| Mamadou Coulibaly       | Malí            | 1           | 6  |
| Frank Guiza             | Costa de Marfil | 1           | 6  |
| Aboubacar Sylla         | Guinea          | 1           | 6  |

### Clasificación general
La clasificación general indica la posición que ocupó cada selección al finalizar el torneo, el rendimiento se obtiene de la relación entre los puntos obtenidos y los partidos jugados por las selecciones y se expresa en porcentajes. La tabla se divide según la fase alcanzada por cada país.

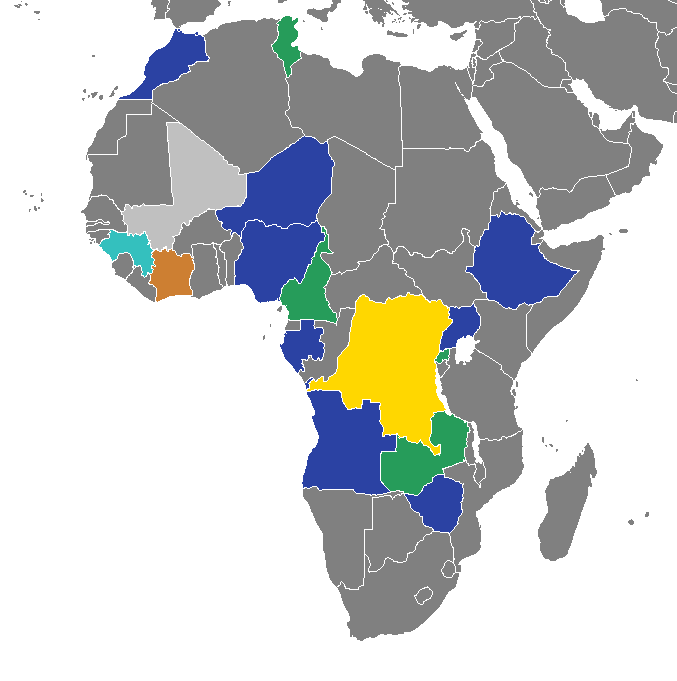
Países participantes según la fase alcanzada en el torneo.
Campeón
Subcampeón
Tercer lugar
Cuarto lugar
Cuartos de final
Fase de grupos

| Campeón Subcampeón | Tercer lugar Cuarto lugar | Cuartos de final Fase de grupos |

| Pos. | Selección                       | Gr. | Pts. | PJ | PG | PE | PP | GF | GC | Dif. | Rend. |
| ---- | ------------------------------- | --- | ---- | -- | -- | -- | -- | -- | -- | ---- | ----- |
| 1.º  | República Democrática del Congo | B   | 13   | 6  | 4  | 1  | 1  | 14 | 7  | +7   | 72.2% |
| 2.º  | Malí                            | D   | 11   | 6  | 3  | 2  | 1  | 6  | 6  | 0    | 61.1% |
| 3.º  | Costa de Marfil                 | A   | 12   | 6  | 4  | 0  | 2  | 10 | 4  | +6   | 66.7% |
| 4.º  | Guinea                          | C   | 7    | 6  | 1  | 4  | 1  | 7  | 7  | 0    | 38.9% |
| 5.º  | Zambia                          | D   | 8    | 4  | 2  | 2  | 0  | 2  | 0  | +2   | 66.6% |
| 6.º  | Camerún                         | B   | 7    | 4  | 2  | 1  | 1  | 4  | 4  | 0    | 58.3% |
| 7.º  | Ruanda                          | A   | 6    | 4  | 2  | 0  | 2  | 5  | 7  | -2   | 50.0% |
| 8.º  | Túnez                           | C   | 5    | 4  | 1  | 2  | 1  | 9  | 5  | +4   | 41.7% |
| 9.º  | Nigeria                         | C   | 4    | 3  | 1  | 1  | 1  | 5  | 3  | +2   | 44.4% |
| 10.º | Marruecos                       | A   | 4    | 3  | 1  | 1  | 1  | 4  | 2  | +2   | 44.4% |
| 11.º | Angola                          | B   | 3    | 3  | 1  | 0  | 2  | 4  | 6  | -2   | 33.3% |
| 12.º | Uganda                          | D   | 2    | 3  | 0  | 2  | 1  | 3  | 4  | -1   | 22.2% |
| 13.º | Zimbabue                        | D   | 1    | 3  | 0  | 1  | 2  | 1  | 3  | -2   | 11.1% |
| 14.º | Gabón                           | A   | 1    | 3  | 0  | 1  | 2  | 2  | 6  | -4   | 11.1% |
| 15.º | Etiopía                         | B   | 1    | 3  | 0  | 1  | 2  | 1  | 5  | -4   | 11.1% |
| 16.º | Níger                           | C   | 1    | 3  | 0  | 1  | 2  | 3  | 11 | -8   | 11.1% |

## Premios y reconocimientos

### Jugador del partido
Tras la finalización de cada partido, la empresa Orange, principal patrociniador del torneo, otorga el premio "Orange Man of the Match" dando a conocer dicho anuncio a través de sus diferentes redes sociales.
| Fase de grupos - 1.ª ronda | Fase de grupos - 1.ª ronda | Fase de grupos - 2.ª ronda | Fase de grupos - 2.ª ronda | Fase de grupos - 3.ª ronda | Fase de grupos - 3.ª ronda | Segunda fase       | Segunda fase |
| Jugador                    | Partido                    | Jugador                    | Partido                    | Jugador                    | Partido                    | Jugador            | Partido      |
| -------------------------- | -------------------------- | -------------------------- | -------------------------- | -------------------------- | -------------------------- | ------------------ | ------------ |
| Emery Bayisenge            | 1:0                        | Ernest Sugira              | 2:1                        | Abdelghani Mouaoui         | 4:1                        | Héritier Luvumbu   | 1:2          |
| A. El Mobaraky             | 0:0                        | Yao Serge                  | 0:1                        | Essis Baudelaire Aka       | 4:1                        | Atcho Djobo        | 0:3          |
| Héritier Luvumbu           | 3:0                        | Elia Meschack              | 4:2                        | Yazid Atouba               | 3:1                        | Abdoulaye Diarra   | 1:2          |
| Yazid Atouba               | 0:1                        | Yazid Atouba               | 0:0                        | Ary Papel                  | 1:2                        | Abdul Aziz Keita   | 0:0          |
| Ahmed Akaïchi              | 2:2                        | Osas Okoro                 | 1:1                        | Ahmed Akaïchi              | 0:5                        | Vumi Ley Matampi   | 1:1          |
| Chisom Chikatara           | 4:1                        | Aboubacar Sylla            | 2:2                        | Abdul Aziz Keita           | 1:0                        | Yves Bissouma      | 1:0          |
| Salulani Phiri             | 0:1                        | Moussa Sissoko             | 0:1                        | William Manondo            | 1:1                        | Abdoul Karim Cissé | 1:2          |
| Sekou Koita                | 2:2                        | Christopher Katongo        | 0:1                        | Hamidou Sinayoko           | 0:0                        | Elia Meschack      | 3:0          |

### Mejor jugador del torneo
El premio al mejor jugador del torneo (MVP) fue presentado por Orange.
- Elia Meschack

El centrocampista congoleño estuvo presente en los 6 partidos que jugó su selección en los que registró 4 goles (2 de ellos en la final) y 2 asistencias. Meschack también fue elegido jugador del partido en 2 ocasiones: en el partido de fase de grupos ante Angola y en la final ante Malí.

### Goleador del torneo
El premio al jugador con más goles en el torneo fue presentado por Power Horse.
- Elia Meschack

Meschack anotó 4 goles en seis partidos jugados quedando empatado en la tabla de goleadores junto al tunesino Ahmed Akaïchi y al nigeriano Chisom Chikatara, sin embargo, el congoleño fue premiado como goleador del torneo debido a que registró dos asistencias de gol superando en este aspecto a los otros dos goleadores que terminaron con una y cero asistencias respectivamente. De esta manera Meschack se convirtió en el primer jugador de RD Congo que termina como goleador de un Campeonato Africano de Naciones.
Los cuatro goles de Meschak en el torneo fueron anotados ante Etiopía y Angola en la fase de grupos y dos en la final ante Malí.

### Premio Fair Play
El premio Fairplay fue entregado a la selección con el mejor registro disciplinario de la competición.
- República Democrática del Congo

El capitán Joël Kimwaki recibió la distinción en representación de su equipo. Esta es la tercera ocasión que RD Congo gana este premio tras los obtenidos en los años 2009 y 2011.

### Equipo ideal
Equipo ideal del torneo presentado por la CAF.
| \| Pos. \| Jugador \| PJ (T/S) \| \| \| \| \| \| \| \| ---- \| --------------------- \| -------- \| ---- \| - \| - \| - \| - \| - \| \| POR \| Ley Matampi \| 6 (6/0) \| 600' \| 0 \| 0 \| 1 \| 0 \| 0 \| \| DEF \| Abdoul Karim Danté \| 6 (6/0) \| 540' \| 0 \| 0 \| 1 \| 0 \| 0 \| \| DEF \| Joël Kimwaki \| 5 (5/0) \| 510' \| 0 \| 0 \| 0 \| 0 \| 0 \| \| DEF \| Cheick Ibrahim Comara \| 6 (6/0) \| 570' \| 0 \| 0 \| 1 \| 0 \| 0 \| \| DEF \| Mohamed Youla \| 5 (5/0) \| 510' \| 0 \| 0 \| 1 \| 0 \| 0 \| \| MED \| Ibrahima Sory Sankhon \| 6 (6/0) \| 600' \| 2 \| 0 \| 1 \| 0 \| 0 \| \| MED \| Elia Meschack \| 6 (5/1) \| 521' \| 4 \| 2 \| 0 \| 0 \| 0 \| \| MED \| Serge Yao N´Guessan \| 5 (5/0) \| 480' \| 1 \| 3 \| 1 \| 0 \| 0 \| \| MED \| Hamidou Sinayoko \| 5 (5/0) \| 450' \| 1 \| 1 \| 2 \| 0 \| 0 \| \| DEL \| Jonathan Bolingi \| 5 (5/0) \| 510' \| 3 \| 2 \| 1 \| 0 \| 0 \| \| DEL \| Sekou Koita \| 6 (6/0) \| 499' \| 1 \| 0 \| 1 \| 0 \| 0 \| | Suplentes: - Badra Ali Sangaré - Djigui Diarra - Joyce Lomalisa - Héritier Luvumbu - Daouda Camara - Baudelaire Aka Essis - Ernest Sugira - Ahmed Akaïchi - Chisom Chikatara - Christopher Katongo |          |                 |       |             |                    |                               |                |
| Pos. | Jugador | PJ (T/S) | Minutos Jugados | Goles | Asistencias | Tarjetas Amarillas | Doble Tarjeta Amarilla y Roja | Tarjetas Rojas |
| POR | Ley Matampi | 6 (6/0)  | 600'            | 0     | 0           | 1                  | 0                             | 0              |
| DEF | Abdoul Karim Danté | 6 (6/0)  | 540'            | 0     | 0           | 1                  | 0                             | 0              |
| DEF | Joël Kimwaki | 5 (5/0)  | 510'            | 0     | 0           | 0                  | 0                             | 0              |
| DEF | Cheick Ibrahim Comara | 6 (6/0)  | 570'            | 0     | 0           | 1                  | 0                             | 0              |
| DEF | Mohamed Youla | 5 (5/0)  | 510'            | 0     | 0           | 1                  | 0                             | 0              |
| MED | Ibrahima Sory Sankhon | 6 (6/0)  | 600'            | 2     | 0           | 1                  | 0                             | 0              |
| MED | Elia Meschack | 6 (5/1)  | 521'            | 4     | 2           | 0                  | 0                             | 0              |
| MED | Serge Yao N´Guessan | 5 (5/0)  | 480'            | 1     | 3           | 1                  | 0                             | 0              |
| MED | Hamidou Sinayoko | 5 (5/0)  | 450'            | 1     | 1           | 2                  | 0                             | 0              |
| DEL | Jonathan Bolingi | 5 (5/0)  | 510'            | 3     | 2           | 1                  | 0                             | 0              |
| DEL | Sekou Koita | 6 (6/0)  | 499'            | 1     | 0           | 1                  | 0                             | 0              |

### Gol del torneo
Corresponde al partido de los cuartos de final que enfrentó a las selecciones de Camerún y Costa de Marfil. Cuando el partido se encontraba con un marcador de 2 a 0 a favor de Costa de Marfil, en el minuto 113 el futbolista marfileño Yao Serge N’Guessan recibió el balón en su propio campo y apenas traspaso la línea de mitad de cancha, pateó, desde el círculo central, un disparo que Hugo Nyame, el arquero camerunés, nada pudo hacer para contener. Para poder ver el gol  haga clic aquí.

## Símbolos y mercadeo

### Balón oficial
El balón oficial del campeonato fue la Adidas Marhaba, originalmente diseñada por la marca de las tres tiras para la Copa Africana de Marruecos 2015, aunque luego el torneo terminó desarrollándose en Guinea Ecuatorial. El nombre del balón significa bienvenido, en árabe, idioma oficial de Marruecos. La pelota fue oficialmente presentada el 26 de noviembre de 2014 en Guinea Ecuatorial, durante el sorteo de la Copa Africana 2015 realizado en dicho país.
La tecnología incorporada en la Marhaba es idéntica a la de la Brazuca, balón utilizado en la Copa del Mundo de 2014. Además, ha pasado por el mismo proceso de pruebas para asegurarse de que se adapte a las diferentes condiciones de juego durante el torneo.
Durante el sorteo del CHAN 2016 pudo verse en el escenario a la Adidas Marhaba. Incluso se realizó con ella un show de fútbol freestyle realizado por jóvenes ruandeses.

### Mascota

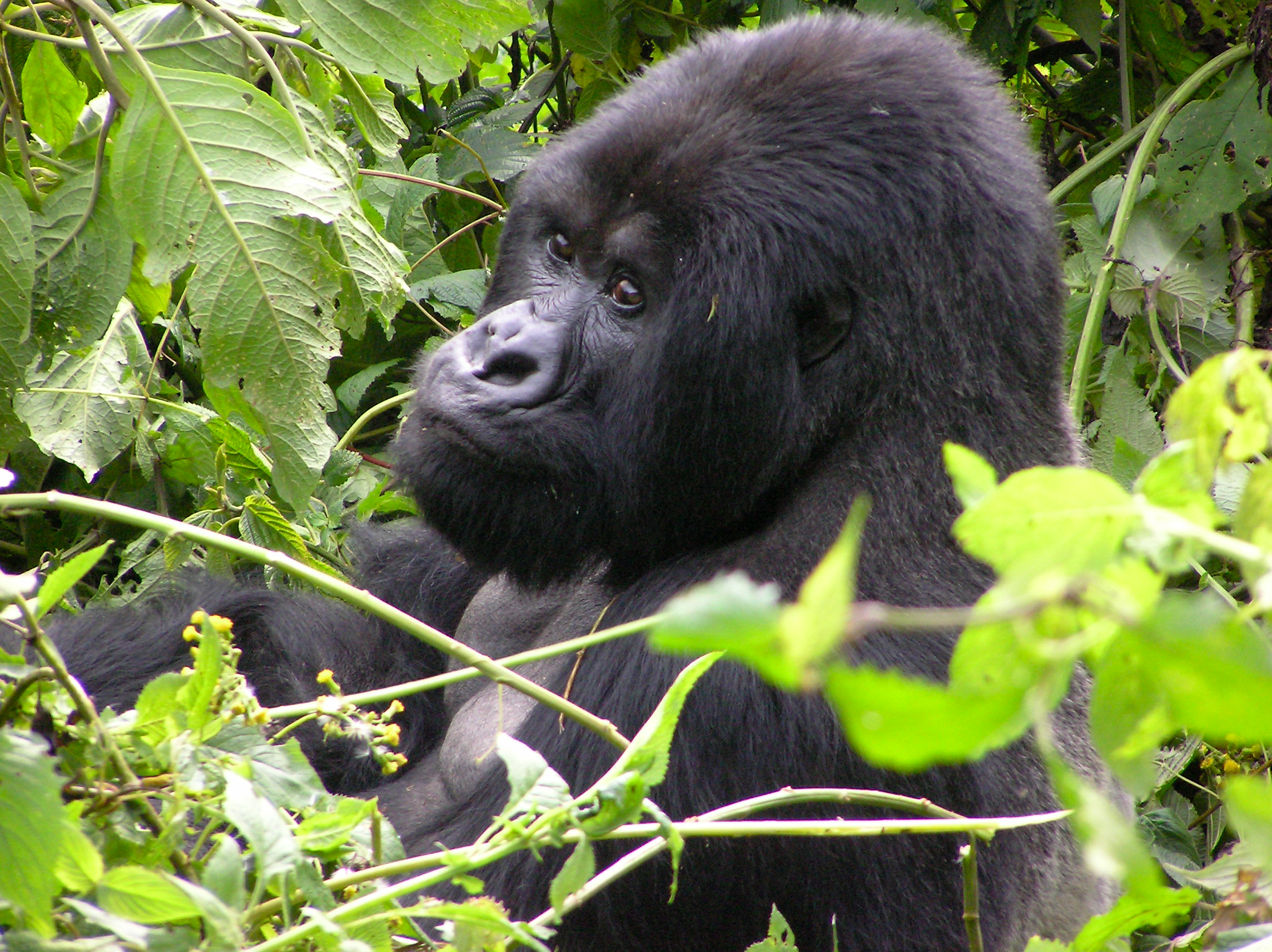
Gorila de montaña, animal característico de Ruanda.

Es un gorila de montaña, científicamente llamado Gorilla beringei beringei muy común en Ruanda y en países vecinos. Cerca de Gisenyi, una de las sedes del torneo, se encuentra el Parque nacional de los Volcanes, área de refugio para los gorilas.
La mascota del CHAN se encuentra vestido con el uniforme de la selección nacional de Ruanda. Su camiseta, además, presenta un sol, presente en la bandera del país simbolizado como un escudo de fútbol y la inscripción CHAN RWANDA, en la parte central de la misma. También cuenta con la pelota oficial del torneo, la Adidas Merhaba.

### Patrocinio

Logo de la empresa Orange, patrocinador titular del CHAN 2016.

Por tercera ocasión consecutiva la empresa de telecomunicaciones Orange S.A. es el patrocinador titular del torneo, acuerdo que sostiene con la CAF desde el año 2009. Además el Campeonato Africano de Naciones de 2016 cuenta con el apoyo de otros dos patrocinadores.

#### Patrocinador titular
- Orange

#### Patrocinadores oficiales
- Power Horse: En enero de 2014 la marca de bebidas energéticas Power Horse y la CAF firmaron un acuerdo de patrocinio para el Campeonato Africano de Naciones de las ediciones 2014 y 2016.[50][51]
- Násuba Express

### Televisación
Televisoras oficiales del torneo.
| País / Región       | Televisora(s)                                   |
| ------------------- | ----------------------------------------------- |
| África Subsahariana | SuperSport 9, Canal+ África                     |
| Camerún             | Cameroon Radio Television                       |
| Ghana               | GTV                                             |
| Mauricio            | Mauritius Broadcasting Corporation              |
| Costa de Marfil     | Radiodiffusion Television Ivoirienne            |
| Namibia             | Namibian Broadcasting Corporation               |
| Senegal             | Radiodiffusion Télévision Sénégalaise           |
| Gabón               | Gabon Télévision                                |
| Benín               | Office de Radiodiffusion et Télévision du Bénin |
| Mali                | Office de Radiodiffusion-Télévision du Mali     |
| Níger               | Office de radiodiffusion télévision du Niger    |
| Sudáfrica           | South African Broadcasting Corporation          |
| Francia             | Canal+ Francia                                  |
| Mónaco              | Canal+ Francia                                  |

| País / Región                   | Televisora(s)                          |
| ------------------------------- | -------------------------------------- |
| Medio Oriente y Norte de África | Bein Sport                             |
| Ruanda                          | Rwanda Broadcasting Agency             |
| Guinea                          | RTG Guinée                             |
| Burkina Faso                    | Radiodiffusion-Télévision du Burkina   |
| República del Congo             | Télé Congo                             |
| Madagascar                      | TV Malagasy                            |
| Lesoto                          | South African Broadcasting Corporation |
| RD Congo                        | Radio-Télévision nationale congolaise  |
| Tanzania                        | Tanzania Broadcasting Corporation      |
| Angola                          | Televisão Pública de Angola            |
| Togo                            | Télévision Togolaise                   |
| Suazilandia                     | South African Broadcasting Corporation |
| Andorra                         | Canal+ Francia                         |
| Suiza                           | Canal+ Francia                         |